# Centennial
Centennial város az Amerikai Egyesült Államokban, Colorado államban, Arapahoe megyeben. Lakosainak száma 108 418 fő (2020. április 1.). Centennial Greenwood Village községgel határos.

## Népesség
A település népességének változása:

| 2010 | 100 377 |
| 2020 | 108 418 |